# Vladimir Bill-Belotserkovskij
Vladimir Bill-Belotserkovskij, född 1884, död 1970, var en rysk dramatiker.
Bill-Belotserkovskij föddes i en fattig judisk familj, gick som 16-åring till sjöss och vistades från 1911 i USA, där han arbetade som eldare, fönsterputsare med mera. Efter februarirevolutionen 1917 återvände han till Ryssland, deltog aktivt i striderna i oktober samma år och verkade sedan fram till 1923 som politiker, då han började sitt dramatiska författarskap. Bill-Belotserkovskij skrev flera populära pjäser med revolutionära och proletära motiv, bland dessa märks Storm, som hade en stor betydelse för den sovjetiska teaterns utveckling. Ett senare drama med mer personligt vardagligt motiv, "Livet kallar" är översatt till engelska.